# ロシアの自然保護区

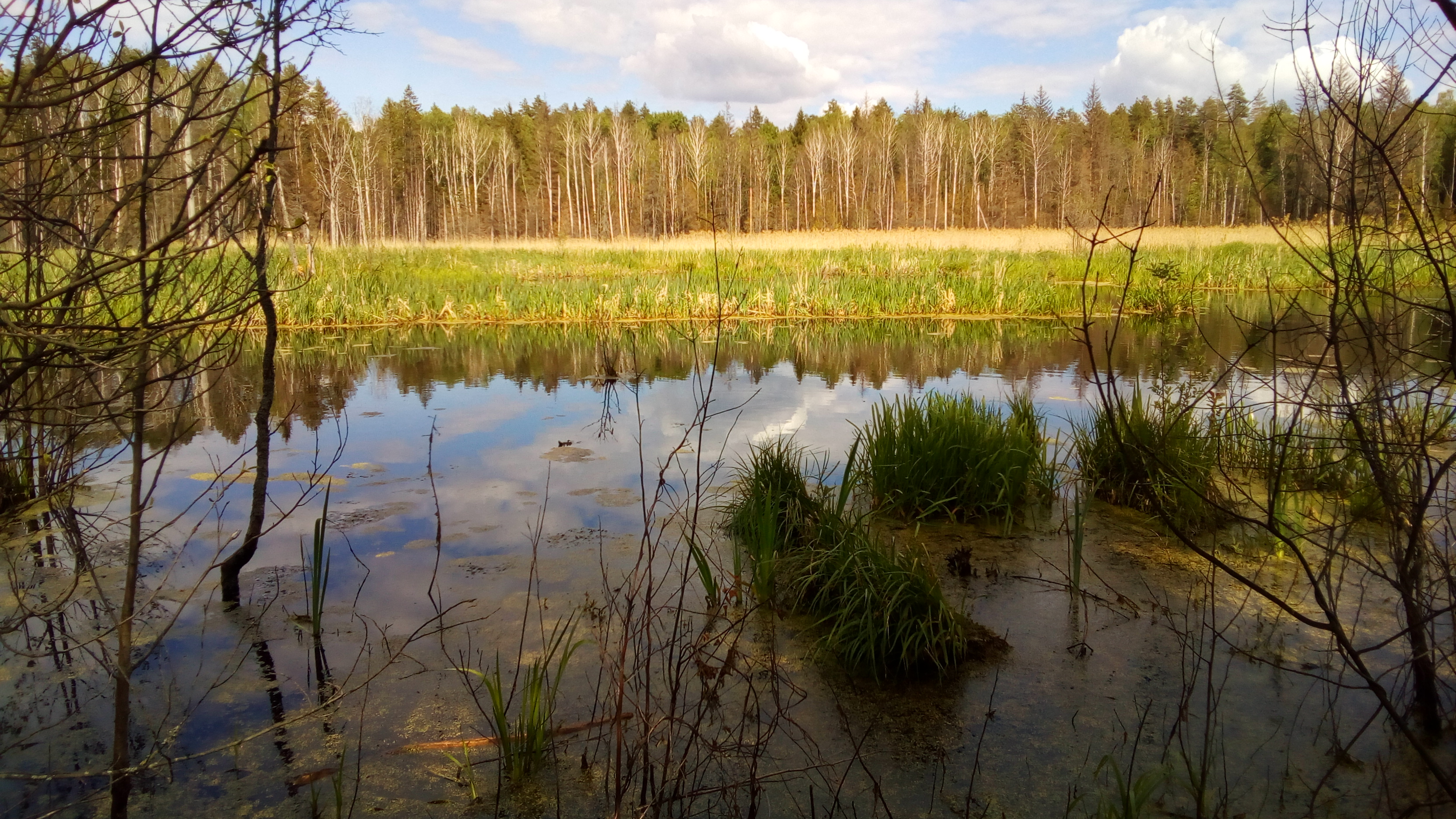
ブリャンスクの森自然保護区で。

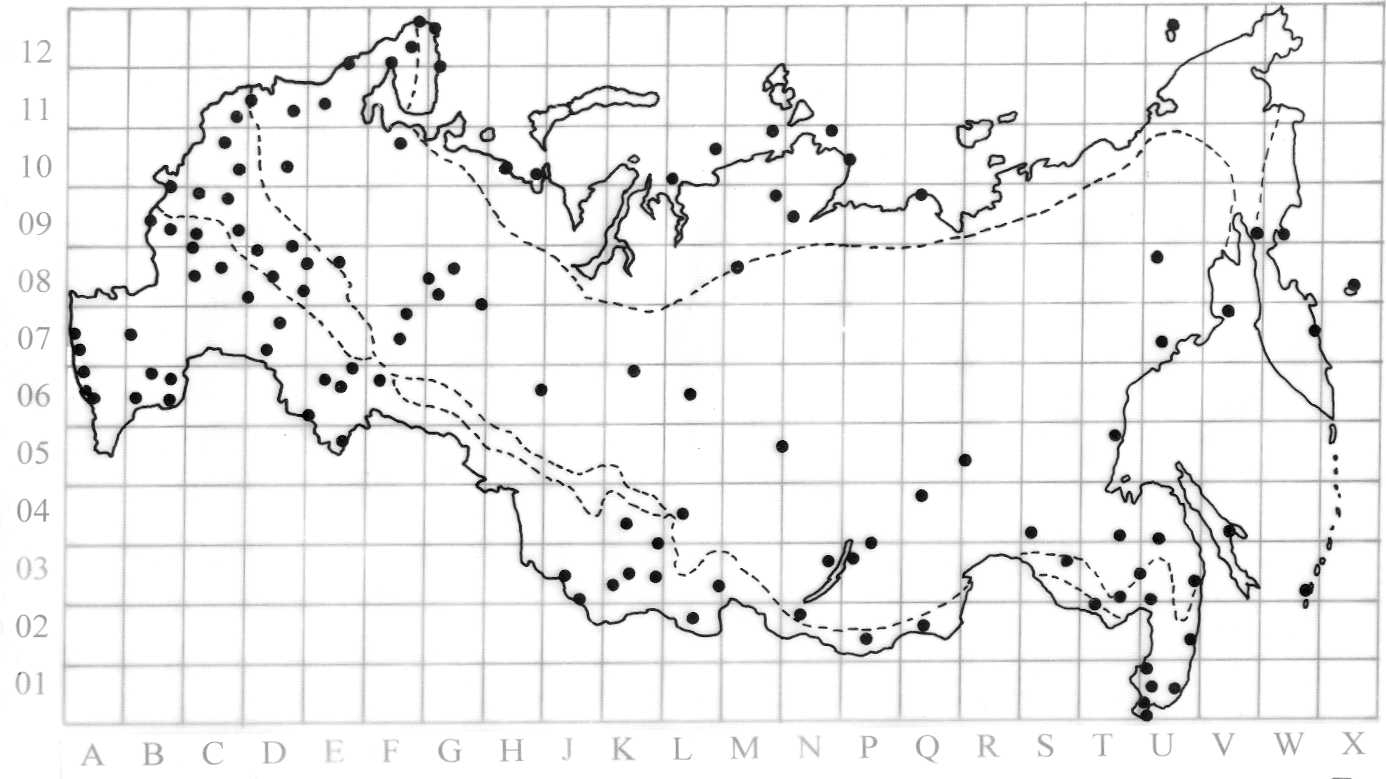
ロシアの自然保護区の地図。

ロシアの自然保護区（ロシアのしぜんほごく）はザポヴェードニク（ロシア語: заповедники России）とも呼ばれ、ロシアにある自然保護区で、保護地域として旧ソビエト連邦時代からある制度である。

## 概要
ロシアの自然保護区は、割り当てられたエリアの最高度の環境保護があり、厳重に保護され、一般の人々のアクセスが制限されている。
ロシアでは自然保護区が101か所、総計約330,000平方キロメートルを占め、国の総面積の約1.4％に相当する。それらには、ステップの孤立した地区からシベリアと北極圏の広大な地域まですべてが含まれ、面積は2.31平方キロメートルのガリチヤ・ゴラー自然保護区（リペツク州）から41,692平方キロメートルの大北極圏国立自然保護区（クラスノヤルスク地方）までさまざまである。
ロシア天然資源・環境省が自然保護区99か所を管理している。例外は、ロシア科学アカデミーが管理するイリメンスキー自然保護区、ヴォロネジ州立大学が管理するガリチヤ・ゴラー自然保護区である。[1]

## 一覧
ロシアの国自然保護区をいくつか挙げる（あいうえお順）。
- ヴォロネジ自然保護区
- ウランゲリ島自然保護区
- ガリチヤ・ゴラー自然保護区
- クロノツキー自然保護区
- ゼイスキー自然保護区
- ジグリ自然保護区
- 大北極圏国立自然保護区
- タイミル自然保護区
- ダウルスキー自然保護区
- バイカル自然保護区
- バイカロ・レンスキー自然保護区
- バルグジン自然保護区
- ヒンガンスキー自然保護区

## 参照項目
- 自然保護区
- ロシアの国立公園